# Lisbon, Dakota de Nord
Lisbon este sediul comitatului Ransom (conform originalului din engleză, Ransom County), unul din cele 53 de comitate ale statului american Dakota de Nord. Populația fusese de 2.154 de locuitori la recensământul din 2010. Lisbon a fost fondat în 1880.
1. ↑  2010 U.S. Gazetteer Files, accesat în 9 iulie 2020